# Ritualul Musgrave
Ritualul Musgrave (în engleză The Adventure of the Musgrave Ritual) este una dintre cele 56 povestiri scurte cu Sherlock Holmes ale lui Sir Arthur Conan Doyle și a șasea povestire din volumul Memoriile lui Sherlock Holmes (respectiv a cincea în edițiile americane ale acestui volum).
Povestirea a fost publicată în revista Strand Magazine din mai 1893, cu ilustrații de Sidney Paget, apoi în volumul "Memoriile lui Sherlock Holmes" (în engleză The Memoirs of Sherlock Holmes) editat în 1894 de George Newnes Ltd din Anglia. Spre deosebire de majoritatea povestirilor cu Sherlock Holmes, principalul narator nu este Doctorul Watson, ci însuși Sherlock Holmes. Cu introducerea realizată de Watson, povestirea este de fapt un exemplu clasic de "povestire în povestire". Este unul dintre primele cazuri investigate de Holmes și îi formează capacitatea de rezolvare a problemelor. 
"Ritualul Musgrave" are elemente comune cu două povestiri ale lui Edgar Allan Poe: "Cărăbușul de aur" și "Balerca de Amontillado". În 1927, Conan Doyle a clasat "Ritualul Musgrave" pe locul 11 în lista celor 12 povestiri favorite cu Sherlock Holmes. Povestirea a fost clasificată în 1959 de Baker Street Journal, pe locul 6 din 10 povestiri. 

## Rezumat

### Misterul inițial

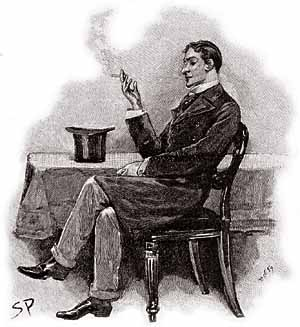
Reginald Musgrave, desenat de Sidney Paget în Strand Magazine.

În această povestire, Holmes îi narează lui Watson niște evenimente petrecute după o vizită a unui fost coleg de universitate, Reginald Musgrave. Musgrave îl vizitează pe Holmes după dispariția a două persoane din personalul său casnic, Rachel Howells, o servitoare, și Richard Brunton, un majordom aflat de mult timp în slujba familiei. Cei doi au dispărut după ce Musgrave îl concediase pe Brunton pentru că l-a prins citind pe ascuns un document de familie, Ritualul Musgrave. Ritualul, care data din secolul al XVII-lea, era o ghicitoare în versuri. Ea conținea următoarele întrebări și răspunsuri:
A cui a fost?
A celui ce nu mai este.
Cine o va avea?
Cel ce va veni.
(Care era luna?
A șasea de la început.)
Unde era soarele?
Deasupra stejarului.
Unde era umbra?
Sub ulm.
Cum se pășea?
Spre nord zece și cu zece, spre est cinci și cu cinci, spre sud doi și cu doi, spre vest unu și cu unu. și așa dedesubt.
Ce vom da pentru ea?
Tot ce este al nostru.
De ce să-l dăm?
De dragul încrederii.
Musgrave l-a surprins pe Brunton în bibliotecă la ora 2 dimineața. Acesta nu a descuiat camera și a scos un document din birou, dar avea la el ceva care semăna cu o diagramă sau o hartă, pe care a ascuns-o imediat în buzunar când l-a văzut pe stăpân urmărindu-l. Brunton l-a rugat pe Musgrave să nu-l dezonoreze concediindu-l și a cerut timp de o lună pentru a inventa un motiv pentru a pleca, lăsând astfel impresia celorlalți că a plecat din proprie inițiativă. Musgrave îi acordă o săptămână. Cititorul află mai târziu că Brunton avea nevoie de timp pentru altceva. 
Câteva zile mai târziu, Brunton a dispărut, lăsându-și în cameră majoritatea bunurilor sale. Patul său nu fusese folosit. Nici o urmă nu a fost găsită de la el. Servitoarea, Rachel Howells, care era o fostă iubită a lui Brunton, a avut un comportament isteric când a fost întrebată despre locul unde se afla Brunton, repetând mereu că el a plecat. Ea s-a aflat într-o astfel de stare de boală că a fost necesar ca să fie supravegheată peste noaptea de o altă servitoare. În cele din urmă, servitoarea care o supraveghea a ațipit, iar isterica Rachel Howells a fugit pe o fereastră. Urmele ei de pași duceau pe malul unui lac și se opreau acolo. Musgrave a dragat lacul, dar a găsit doar un sac de pânză de in care conținea doar o grămadă de metal ruginit și decolorat și mai multe pietricele colorate. Nu s-a mai auzit niciodată de Rachel Howells.

### Rezolvarea ghicitorii

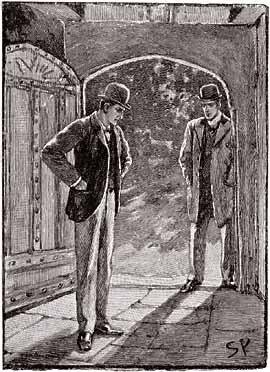
Holmes în locul pe care l-a determinat după datele din ritual.

Holmes privește cazul ca un singur mister și nu ca trei mistere separate. El analizează ghicitoarea ritualului. Ea pare aparent fără înțeles, o tradiție absurdă a familiei Musgrave, după cum o consideră toți strămoșii săi din timp de două secole, dar Holmes și Brunton bănuiesc că este ceva foarte ciudat. El își dă seama repede că ritualul era un set de instrucțiuni pentru a găsi ceva ascuns. Stabilind înălțimea stejarului, care era încă în picioare, și poziția ulmului, care fusese tăiat, Holmes a efectuat câteva calcule și a determinat un traseu, alături de Musgrave care-l urma acum cu nerăbdare.
Musgrave l-a informat pe Holmes că Brunton l-a întrebat recent de înălțimea bătrânului ulm, fără a-i spune stăpânului de ce avea nevoie să știe.
Cei doi bărbați au trecut printr-o ușă, dezamăgiți, până și-au dat seama că era o ultimă instrucțiune, "și dedesubt". Acolo era o pivniță la fel de veche ca și casa. Ajungând acolo, ei au văzut că podeaua a fost golită de stiva de lemne scoțând la iveală o lespede de piatră cu un inel de fier pe ea. Holmes a crezut că este înțelept acum să aducă poliția. El și un polițist voinic din Sussex s-au forțat și au ridicat lespedea de piatră, sub care se afla un beci îngust, în interiorul căruia l-au găsit pe Brunton, care era mort de câteva zile. Nu au existat semne de violență pe el. Probabil că acesta se sufocase.
Holmes a pus apoi totul cap la cap pentru clientul său. Brunton a dedus sensul ritualului, el crezând că ritualul ducea la ceva valoros. El a determinat înălțimea ulmului, a îndeplinit instrucțiunile și a ajuns la pivnița veche, dar nu a reușit să ridice singur lespedea de piatră. El a fost astfel forțat să apeleze la o altă persoană în vânătoarea de comori. El a ales-o greșit pe Rachel Howells, care îl ura după ce fusese părăsită. Cei doi au ridicat lespedea, iar Brunton a coborât să aducă comoara la suprafață. Rachel a lăsat deliberat să cadă lespedea și să-l închidă pe Brunton în pivniță, ucigându-l, sau ea a fost vinovată doar de neacordarea de ajutor iubitului ei necredincios? 
În ceea ce privește artefactele găsite în sacul aruncat în lac, Holmes le-a examinat și a constatat că părțile metalice erau din aur, iar pietrele erau pietre semiprețioase. El credea că aceasta a fost  coroana de aur a regelui Carol I Stuart , fiind păstrată pentru succesorul său (care  a fost Carol al II-lea Stuart). Ritualul a fost un ghid pentru găsirea acestui important simbol: Reginald a confirmat că unul dintre strămoșii săi, Sir Ralph Musgrave, a fost un om credincios al regelui. Holmes a teoretizat faptul că deținătorul inițial al ritualului a murit înainte de a transmite fiul său semnificația ritualului. Acesta a devenit astfel nimic mai mult decât un obicei ciudat pentru mai mult de 200 de ani.

## Personaje
- Sherlock Holmes
- doctorul Watson
- Reginald Musgrave - proprietarul domeniului Hurlstone din Sussex
- Richard Brunton - majordom la conacul Hurlstone
- Rachel Howells - servitoare, îndrăgostită de Brunton

## Istoricul publicării
Povestirea a fost publicată inițial în Strand Magazine în mai 1893, cu ilustrații de Sidney Paget. Ea a fost cuprinsă ulterior în volumul Memoriile lui Sherlock Holmes. Textul din Strand al Ritualului nu precizează luna în care trebuie măsurată umbra stejarului (umbra ar trebui să fie mai lungă iarna), dar un cuplet a fost adăugat în Memorii identificând luna ca a "șase de la început".

## Aluzii la anchete inedite
La începutul povestirii, Sherlock Holmes menționează o serie de cazuri investigate anterior de el:
- « dosarul crimelor Tarleton »
- « cazul lui Vamberry, negustorul de vinuri »
- « aventura bătrânei rusoaice »
- « ciudata afacere a cârjei de aluminiu »
- « întreaga poveste a lui Ricoletti, cel cu piciorul strâmb, și a îngrozitoarei lui neveste. »

Toate aceste anchete nu au fost detaliate în niciuna dintre povestirile lui Sir Arthur Conan Doyle și sunt inedite.

## Adaptări teatrale și cinematografice
Această povestire a servit ca sursă de inspirație pentru al 23-lea film cu Sherlock Holmes (filmat în 1922) din seria de filme mute cu Eille Norwood.
T. S. Eliot a precizat că a adaptat o parte din ritual în piesa sa de teatru în versuri Crimă în catedrală (1935) ca un omagiu voit adus lui Conan Doyle.
Seria de filme cu Basil Rathbone/Nigel Bruce a adaptat vag această povestire în filmul Sherlock Holmes Faces Death, în care ritualul a fost complet rescris pentru a reprezenta un joc de șah jucat pe podeaua casei lui Musgrave.
Povestirea "Ritualul Musgrave" a fost adaptată în 1968 pentru un episod (episodul 22) al serialului TV Sherlock Holmes (realizat de BBC) cu actorii Peter Cushing și Nigel Stock. 
Adaptarea TV realizată de Granada Television cu Jeremy Brett în rolul principal s-a îndepărtat de textul original incluzându-l pe Watson în aventură. În plus, povestirea conține un stejar existent, pe care Holmes îl descrie ca "un patriarh al stejarilor, unul dintre arborii cei mai magnifici pe care i-am văzut vreodată." În versiunea Granada, totuși, Holmes folosește o giruetă în formă de stejar aflată pe acoperișul conacului Musgrave pentru a rezolva ritualul misterios. În plus, Musgrave este reprezentat ca fiind mai bătrân decât Holmes; în povestea originală Musgrave era un coleg contemporan cu Holmes. Aproape de finalul episodului, corpul lui Rachel este găsit plutind pe suprafața lacului. În plus, rândul 12 al ritualului este adaptat pentru a se potrivi scenariului, iar rândurile 5 și 6 sunt omise.